# Aechmea gigantea
Aechmea gigantea är en gräsväxtart som beskrevs av John Gilbert Baker. Aechmea gigantea ingår i släktet Aechmea och familjen Bromeliaceae. Inga underarter finns listade i Catalogue of Life.